# Corteccia entorinale
La corteccia entorinale (EC) (o entorinica) è una parte della formazione dell'ippocampo, situata bilateralmente nelle regioni mediali dei lobi temporali. In particolare, la corteccia entorinale costituisce la parte inferiore della circonvoluzione paraippocampale (nella parte superiore si trova il subicolo) e si estende quasi fino al solco collaterale. Oltre ad essere implicata nel circuito intrinseco multisinaptico della formazione dell'ippocampo, la corteccia entorinale presenta diffusi collegamenti con vaste regioni della corteccia cerebrale.

## Aree di Brodmann
- L'area 28 di Brodmann è conosciuta come "area entorinale"
- L'area 34 di Brodmann è conosciuta come "area entorinale dorsale"

## Corteccia entorinale e malattia di Alzheimer
La corteccia entorinale è una delle prime aree del cervello che viene colpita nel deterioramento cognitivo lieve (MCI) ed è costantemente alterata nella malattia di Alzheimer.
Uno studio pubblicato su Stem Cell Reports nel 2025 è riuscito a riprodurre per la prima volta in coltura cellule staminali embrionali della corteccia entorinale. Uno degli autori dello studio ha spiegato che le cellule entorinali in coltura hanno formato connessioni neuronali specifiche con quelle dell'ippocampo diverse da quelle createsi con i neuroni della regione della corteccia cerebrale. I neuroni ippocampali a contatto con quelli entorinali hanno generato attività elettrica sincronizzata simile alle onde cerebrali osservate nei processi cognitivi.
Già nelle prime fasi dello sviluppo, le cellule cerebrali evidenziano modelli di connettività unici.